# Anton Klementiev
Pour les articles homonymes, voir Klementiev.
Anton Sergueïevitch Klementiev - en russe : Антон Сергеевич Клементьев et en anglais : Anton Klementyev - (né le 25 mars 1990 à Togliatti en République socialiste fédérative soviétique de Russie) est un joueur professionnel russe de hockey sur glace. Il évolue au poste de défenseur.

## Biographie

### Carrière en club
En 2006, il débute en senior avec l'équipe réserve du Lokomotiv Iaroslavl dans la Pervaïa liga, le troisième échelon russe. Il joue un match avec l'équipe première dans la KHL au cours de la saison 2008-2009. Lors du repêchage d'entrée dans la LNH 2009, il est choisi au cinquième tour, à la 122e place au total par les Islanders de New York. Il est sélectionné en première ronde en cinquante-cinquième position par les Knights de London au cours de la sélection européenne de la Ligue canadienne de hockey. Il part en Amérique du Nord. Il n'évolue pas dans la Ligue de hockey de l'Ontario puisqu'il est assigné dans la Ligue américaine de hockey dans le club-école des Islanders, les Sound Tigers de Bridgeport. Le 27 mars 2010, il joue son premier match dans la LNH face aux Blue Jackets de Columbus.

### Carrière internationale
Il représente la Russie en sélections jeunes.

## Statistiques

### En club
| Saison    | Équipe                     | Ligue        |    | Saison régulière | Saison régulière | Saison régulière | Saison régulière | Saison régulière |   | Séries éliminatoires | Séries éliminatoires | Séries éliminatoires | Séries éliminatoires | Séries éliminatoires |
| Saison    | Équipe                     | Ligue        | PJ | B                | A                | Pts              | Pun              | PJ               | B | A                    | Pts                  | Pun                  |                      |                      |
| 2006-2007 | Lokomotiv Iaroslavl 2      | Pervaïa liga | 36 | 2                | 6                | 8                | 69               |                  |   |                      |                      |                      |                      |                      |
| 2007-2008 | Lokomotiv Iaroslavl 2      | Pervaïa liga |    |                  |                  |                  |                  |                  |   |                      |                      |                      |                      |                      |
| 2008-2009 | Lokomotiv Iaroslavl 2      | Pervaïa liga |    |                  |                  |                  |                  |                  |   |                      |                      |                      |                      |                      |
| 2008-2009 | Lokomotiv Iaroslavl        | KHL          | 1  | 0                | 0                | 0                | 0                | -                | - | -                    | -                    | -                    |                      |                      |
| 2009-2010 | Sound Tigers de Bridgeport | LAH          | 28 | 1                | 2                | 3                | 14               | -                | - | -                    | -                    | -                    |                      |                      |
| 2009-2010 | Islanders de New York      | LNH          | 1  | 0                | 0                | 0                | 0                | -                | - | -                    | -                    | -                    |                      |                      |
| 2010-2011 | Sound Tigers de Bridgeport | LAH          | 51 | 2                | 7                | 9                | 28               | -                | - | -                    | -                    | -                    |                      |                      |
| 2011-2012 | Sound Tigers de Bridgeport | LAH          | 20 | 0                | 1                | 1                | 8                | -                | - | -                    | -                    | -                    |                      |                      |
| 2011-2012 | Lokomotiv Iaroslavl        | VHL          | 5  | 0                | 0                | 0                | 4                | 4                | 0 | 0                    | 0                    | 2                    |                      |                      |
| 2011-2012 | Loko                       | MHL          | -  | -                | -                | -                | -                | 1                | 0 | 0                    | 0                    | 2                    |                      |                      |
| 2012-2013 | HK Sarov                   | VHL          | 23 | 0                | 1                | 1                | 12               | 3                | 0 | 0                    | 0                    | 2                    |                      |                      |
| 2013-2014 | Sokol Krasnoïarsk          | VHL          | 26 | 0                | 2                | 2                | 16               | -                | - | -                    | -                    | -                    |                      |                      |
| 2014-2015 | Naprzód Janów              | PHL          | 23 | 1                | 13               | 14               | 41               | -                | - | -                    | -                    | -                    |                      |                      |
| 2014-2015 | KH Sanok                   | PHL          | 9  | 0                | 3                | 3                | 4                | 1                | 0 | 0                    | 0                    | 0                    |                      |                      |
| 2015-2016 | Zvezda-VDV                 | VHL          | 6  | 0                | 0                | 0                | 10               | -                | - | -                    | -                    | -                    |                      |                      |
| 2015-2016 | HK Homiel                  | Ekstraliga   | 21 | 0                | 2                | 2                | 18               | 12               | 0 | 2                    | 2                    | 12                   |                      |                      |
| 2016-2017 | HK Homiel                  | Ekstraliga   | 30 | 0                | 11               | 11               | 40               | 5                | 1 | 1                    | 2                    | 0                    |                      |                      |

#### En équipe nationale
| Année | Compétition                 |   | PJ | B | A | Pts | Pun | +/-           |  | Résultat |
| 2010  | Championnat du monde junior | 6 | 0  | 0 | 0 | 4   | +2  | Sixième place |  |          |